# Steel Warrior
Steel Warriors è un album discografico del gruppo musicale finlandese Ironcross, pubblicato nel 1984 dalla Finnlevy.

## Il disco
Registrato con una formazione radicalmente mutata, che vide Ari Suomi sostituire i due chitarristi precedenti e Kari Laihonen alle tastiere, il disco (la cui pubblicazione fu anticipata dal singolo Get Down 'N Get Away/Not Good for Your Health e caratterizzato da sonorità meno ruvide rispetto al precedente) ottenne dei riscontri di vendita così scarsi da indurre l'etichetta discografica (la Finnlevy) a rescindere il contratto.

## Tracce
1. The Time – 1:28
2. Steel Warrior – 3:47
3. Dancing Nowhere – 5:08
4. Highway – 4:02
5. Heat of the Night – 5:09
6. Get Down'n Get Away – 3:43
7. Shining Fire – 4:22
8. Turn Out the Lights – 5:00
9. Hot Stuff – 4:07
10. Not Good for Your Health – 3:49

Durata totale: 40:35

## Formazione
- Esa "Gona" Leinonen - voce
- Ari Suomi - chitarra
- Kari Laihonen - tastiere
- Pekka Nummela - basso
- Esko "Eddy" Mänty-Sorvari - batteria